# Gilgitsko-baltistanski korpus
Gilgitsko-baltistanski korpus je operativni korpus Pakistanske kopenske vojske.

## Zgodovina
Korpus je bil ustanovljen leta 2000 iz brigad, ki so sodelovale v kargilski vojni.

## Organizacija
- Poveljstvo
- 61. pehotna brigada
- 62. pehotna brigada
- 80. pehotna brigada
- 150. pehotna brigada
- 323. pehotna brigada